# Kierownik budowy

Kierownik budowy – z punktu widzenia prawa budowlanego jest to osoba, która kieruje wykonywaniem obiektu budowlanego w określonym miejscu lub jego odbudową, rozbudową czy też nadbudową.

Art. 3. Ilekroć w ustawie jest mowa o: ...6) budowie – należy przez to rozumieć wykonywanie obiektu budowlanego w określonym miejscu, a także odbudowę, rozbudowę, nadbudowę obiektu budowlanego;

Kierowanie pracami budowlanymi zdefiniowanymi jako budowa jest uznawane za pełnienie samodzielnej funkcji technicznej w budownictwie.
Kierownik budowy zobowiązany jest posiadać uprawnienia budowlane do kierowania robotami budowlanymi w jakiejkolwiek specjalności  techniczno-budowlanej definiowanej przez prawo budowlane. Jednakże w przypadku gdy  w zakresie wykonywania obiektu budowlanego w określonym miejscu, a także jego odbudowy, rozbudowy lub nadbudowy występuje zakres robót budowlanych określony  w uprawnieniach budowlanych innych specjalności niż specjalności posiadane przez kierownika budowy, inwestor zobowiązany jest ustanowić odpowiednich kierowników tych robót.
Kierownika robót nie należy utożsamiać z kierownikiem innych robót budowlanych takich jak przebudowa, remont, rozbiórka lub montaż obiektu budowlanego.
Kierownik budowy, a także kierownicy robót w zakresie budowy są uznawani za uczestników procesu budowlanego.
Prawa i obowiązki jakie są przyznane kierownikowi budowy obowiązuje także kierowników robót  w zakresie określonym w art. 24 ust.2:

2. Przepisy ust. 1 oraz art. 22 i art. 23 stosuje się odpowiednio do kierownika robót.

W przypadku mniejszych obiektów zakresem robót budowlanych określonych w uprawnieniach do kierowania robotami budowlanymi posiadanych przez kierownika budowy kieruje on sam, jednakże w przypadku większych obiektów budowlanych często potrzeba ustanowienia kierownika robót w zakresie robót  przypisanych tej samej specjalności, którą posiada kierownik budowy.